# 京大M1物語
『京大M1物語』（きょうだいエムいちものがたり）は、稲井雄人による漫画。2007年34号より『ビッグコミックスピリッツ』（小学館）にて連載開始、途中39号から44号まで6週の休載を挟み、48号にて第8話を掲載したところで「第1部・完」となった。2007年12月に発売された単行本第1巻の巻末によれば、2008年再開予定であったが、その後再開されていない。
東京大学を卒業し京都大学大学院へ入学した主人公、最上啓介の大学院生生活を描いた漫画である。題名のM1とは、修士課程 (Master course) 1年のことを意味する。
題名や作中において、実在する大学名や京都市内の地名等が登場するが、誌上では実在団体や個人とは一切関係がない旨の但し書きがされている。

## 登場人物
最上 啓介（もがみ けいすけ）主人公。東京大学卒。家族からの期待と東京での生活に嫌気がさし、「日本一役に立たない学問」を目指す。京都大学大学院を受験し合格。「世捨て人」になることを目標にしている。専攻は「動物民俗学」。賀茂教授の助言によりハサミムシの研究を始める。
高梁（たかはし）最上と同じ研究室に所属する助手。既婚。最上が想いを寄せている。
利根川 拓馬（とねがわ たくま）最上の同期。クールなイケメン。桂川に恋をする。
淀（よど）最上の同期。視力が悪い。いつもノーブラ。
細間（ほそま）D10の先輩。高梁の夫。博士論文を一旦書き上げるも、原稿を燃やし大学を去ってしまう。
甲野（こうの）D2の先輩。細間を崇拝している。
野口（のぐち）M2の先輩。規則正しい生活を送っている。
賀茂（かも）教授。最上の指導教官。
桂川（かつらがわ）賀茂教授の秘書。京都育ち。利根川のことが気になるようである。
中禅寺（ちゅうぜんじ）教授。最上が受けた大学院試験での面接官の1人。高梁と不倫関係にある。
民吉（たみよし）教授。最上が受けた大学院試験での面接官の1人。

## 単行本
京大M1物語（小学館ビッグコミックス）
1. ISBN 978-4-09-181570-5 （2007年12月発行）